# Pardosella zavattarii
Pardosella zavattarii là một loài nhện trong họ Lycosidae.
Loài này thuộc chi Pardosella. Pardosella zavattarii được Lodovico di Caporiacco miêu tả năm 1939.